# Søby Sogn (Ærø)
 Denne artikel omhandler Søby Sogn (Ærø). Der er også andre sogne med dette navn, se Søby Sogn.
Søby Sogn er et sogn i Langeland-Ærø Provsti (Fyens Stift).
I 1800-tallet var Søby Sogn et selvstændigt pastorat. Det hørte til Ærø Herred i Svendborg Amt. Søby Sogn udgjorde Søby Kommune fra 1867 til 1966. Sognet indgik i Vest Ærø Kommune fra 1966 til 1970, i Ærøskøbing Kommune fra 1970 til 2006 og har indgået i Ærø Kommune fra 2006.
I Søby Sogn ligger Søby Kirke.
I sognet findes følgende autoriserede stednavne:
- Albertsløkke (bebyggelse)
- Bromade (bebyggelse)
- Gammelløkke (bebyggelse)
- Haven (bebyggelse, ejerlav)
- Havrekobbel (bebyggelse)
- Langevrætte (bebyggelse)
- Næbbet (areal)
- Røndal (bebyggelse)
- Skelhave (bebyggelse)
- Skjoldnæs (areal)
- Snorløkke (bebyggelse)
- Stenagre (bebyggelse)
- Stærmose (bebyggelse)
- Søby (bebyggelse, ejerlav)
- Søby Mark (bebyggelse)
- Tuemose (bebyggelse)
- Vitsø (areal)
- Vrangeagre (bebyggelse)